# Stephanie Courtney
Stephanie Courtney (Stony Point, Nova Iorque, 8 de Fevereiro de 1970) é uma atriz e comediante estadunidense.
Fez vários comerciais para a Progressive Insurance na televisão e rádio

## Início de vida e educação
Courtney nasceu e foi criada em Stony Point na cidade de Nova Iorque, onde estudou na  North Rockland High School. Ela se formou na Universidade de Binghamton, em 1992, com licenciatura em criminologia.

## Trabalhos
| Ano       | Título                                | Personagens                 | Notas                                                                                      |
| --------- | ------------------------------------- | --------------------------- | ------------------------------------------------------------------------------------------ |
| 1998      | Sweet Bird of Youth                   | Kate                        | Curta-metragem                                                                             |
| 1998      | Mr. Show with Bob and David           | Waitress                    | Episódio: "Eat Rotten Fruit from a Shitty Tree"                                            |
| 2000      | Tenacious D (telessérie)              | Various                     | Episódio: "The Fan"                                                                        |
| 2001      | Angel                                 | Gwen (Files and Records)    | Episódio: "Dad"                                                                            |
| 2002      | Everybody Loves Raymond               | Woman                       | Episódio: "Cookies"                                                                        |
| 2003      | Melvin Goes to Dinner                 | Alex                        |                                                                                            |
| 2003      | The Man Show                          | Diversos Personagens        | Episódio: "The New Guys"                                                                   |
| 2003      | Sketch Pad                            | Diversos Personagens        | Episódio: "Roller"                                                                         |
| 2004      | Significant Others                    | Pam                         | Episódio: "A School, Not Cool & a Fool"                                                    |
| 2004      | Faking the Video                      | Produtor Falso              | Série de televisão                                                                         |
| 2004      | Without a Trace                       | Lynette Shaw                | Episódio: "American Goddess"                                                               |
| 2004–2006 | Tom Goes to the Mayor                 | Diversos Personagens (Voz)  | 27 Episódios                                                                               |
| 2005      | Broadcast 23                          | Mrs. Morgan                 | Curta-metragem                                                                             |
| 2005      | ER (série)                            | Charlotte                   | Episódio: "Just as I Am"                                                                   |
| 2005      | The Comeback                          | Carolina                    | Episódio: "Valerie Gets a Magazine Cover" Episódio: "Valerie Stands Out on the Red Carpet" |
| 2006      | Courting Alex                         | Agente de Bilheteria        | Episódio: "Birthday"                                                                       |
| 2006      | Lovespring International              | Mulher em Fita              | Episódio: "A Rear Window"                                                                  |
| 2006      | For Your Consideration                | Operadora de Som            |                                                                                            |
| 2006      | Re-Animated                           | Membro da Equipe Donna      |                                                                                            |
| 2007      | Celebrity Deathmatch                  | Tina Fey                    | Episódio: "The Banter Bloodbath"                                                           |
| 2007      | Blades of Glory                       |                             |                                                                                            |
| 2007      | Derek and Simon: The Show             | Glenda                      | Episódio: "Troubled Times: Part 2 - Murder & Deception"                                    |
| 2007      | Brothers Solomon                      | Sara                        |                                                                                            |
| 2007      | The Heartbreak Kid                    | Gayla                       |                                                                                            |
| 2007      | Mad Men                               | Marge                       | 5 episódios                                                                                |
| 2007      | Caveman                               | Diane                       | Episódio: "Nick Jerk, Andy Work" Episódio: "The Shaver"                                    |
| 2008      | Caveman                               | Diane                       | Episódio: "Caveman Holiday"                                                                |
| 2008      | Tim and Eric Awesome Show, Great Job! | 'Demons' Casting Director   | Episódio: "Robin Williams"                                                                 |
| 2008      | Kath & Kim                            | Ruth                        | Episódio: "Money"                                                                          |
| 2008–2009 | Back on Topps                         | Debbie Topps                | Série de televisão                                                                         |
| 2009      | Atom TV                               |                             | Episódio: "Face to Bush"                                                                   |
| 2009      | United States of Tara                 | Beth                        | Episódio: "Aftermath"                                                                      |
| 2009      | Coco Lipshitz: Behind the Laughter    | Karen Balsac                | Curta-metragem                                                                             |
| 2010      | Jay Leno Show                         | Membro da Família de Leno   | Episódio: "1.75"                                                                           |
| 2010      | Sons of Tucson                        | Denise                      | Episódio: "The Break-In"                                                                   |
| 2010      | Fred: The Movie                       | Kevin's Mom                 | Filme da televisão                                                                         |
| 2010      | House MD                              | Claire                      | Episódio: "Selfish"                                                                        |
| 2010      | Men of a Certain Age                  |                             | Episódio: "If I Could, I Surely Would"                                                     |
| 2011      | The Looney Tunes Show                 | Emma Webster (Young Granny) | Episódio: "Eligible Bachelors"                                                             |
| 2011      | Fred 2: Night of the Living Fred      | Kevin's Mom                 | Filme da televisão                                                                         |
| 2012      | Fred: The Show                        | Mãe de Kevin                | Nickelodeon TV Show                                                                        |
| 2014      | 2 Broke Girls                         | Eleanor                     | Episódio: "And The Wedding Cake Cake Cake"                                                 |

### Ligações Externas
- Stephanie Courtney. no IMDb.
- The Strange Allure of the Progressive Insurance Girl, Garcia, Chris. Austin American-Statesman, 20 October 2008.